# Cortesía heráldica

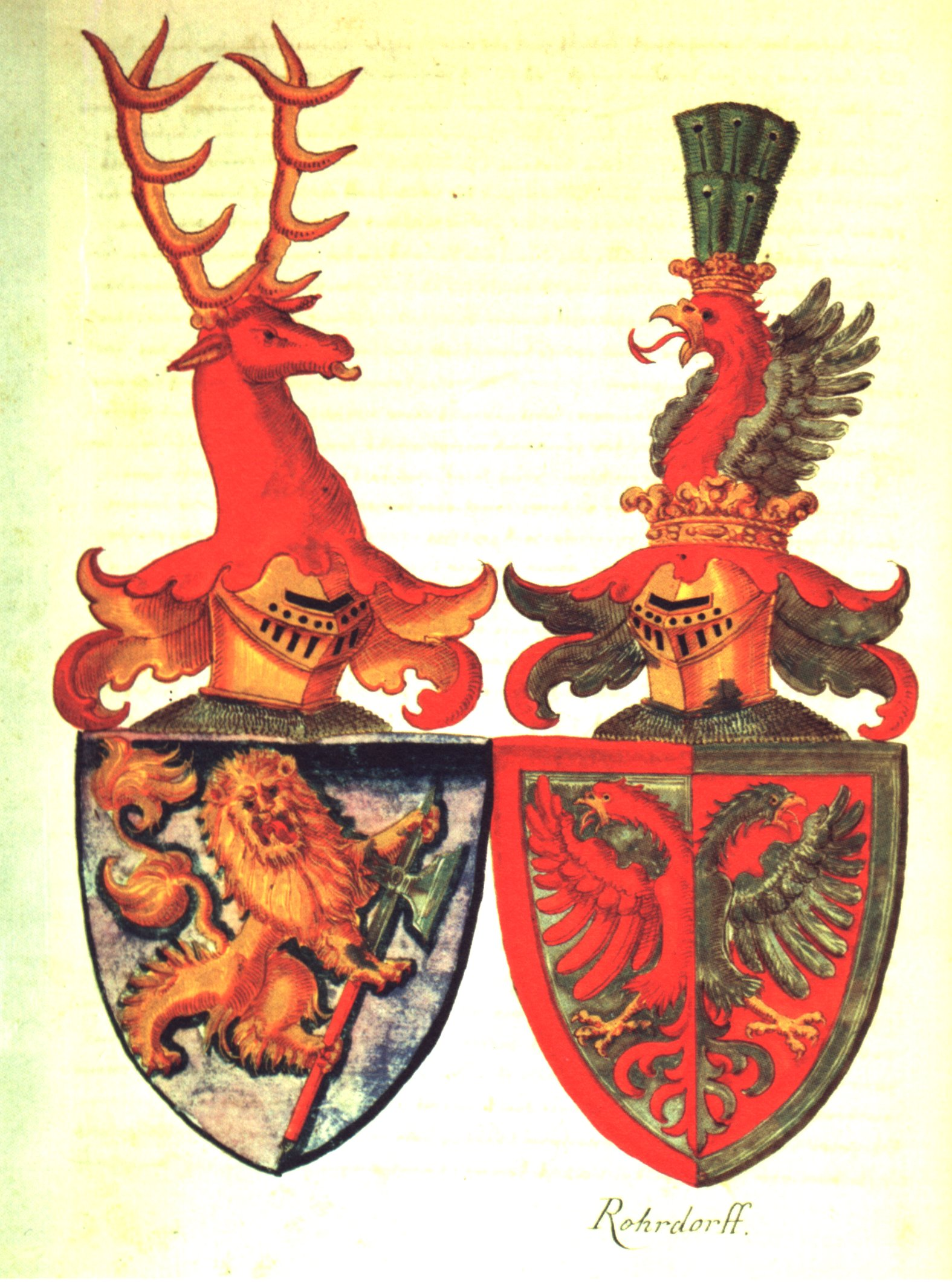
Armas de la alianza de las familias Zimmern y Rohrdorf (sur de Alemania) contornadas por cortesía heráldica.

El término cortesía heráldica designa la modificación de un blasón hecha con fines estéticos, de equilibrio o de armonía. Estos casos sucedían «cuando una composición —escudo compuesto, un pórtico, una fachada, un monumento— con una reiteración de armas similares, el de un lateral aparece contornado para aparecer simétrico» respecto al lado contrario, por pura estética.

## Algunos ejemplos

### Escudo de armas de la alianza

Escudo de María de Brabante, reina de Francia (1275-1285)

Era frecuente que una mujer casada, cuando hacía uso de armerías, exhibiera los escudos adyacentes de su marido a diestra y de su padre a siniestra o que ella usara un escudo de las armas de su marido (a diestra) y los de su padre (a siniestra).
Cuando en las armas del esposo figuraba un león o un cuadrúpedo (que regularmente miraban a diestra), los tornaba al dorso de las armas familiares de la dama; por cortesía era entonces común contornar  a estos leones o cuadrúpedos para hacerlos mirar o dirigirse hacia las armas de la dama; de hecho, era todo el escudo lo que entonces era contornado.

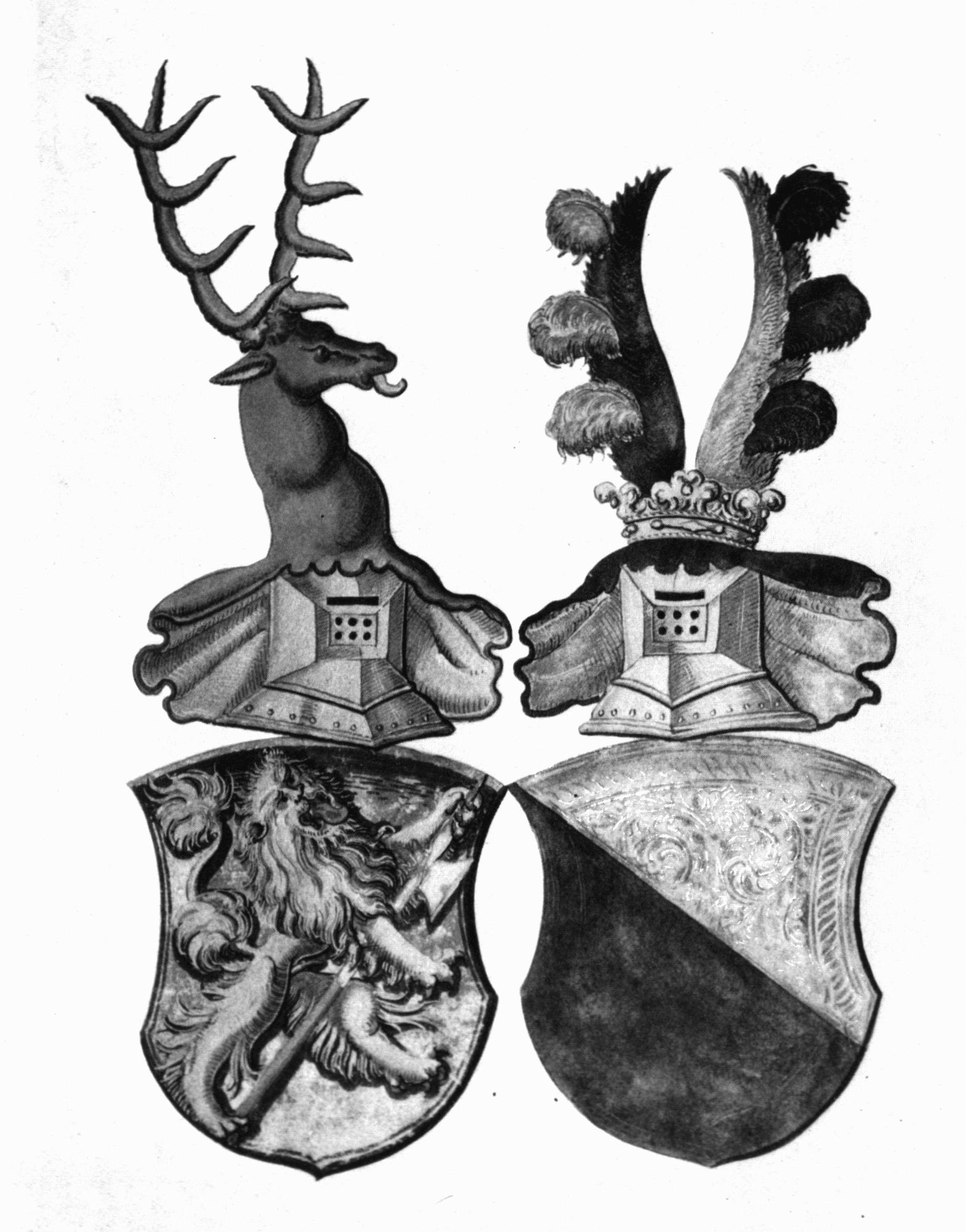
Armas del marido contornadas por cortesía heráldica, familias Zimmern - Abensberg.

También podemos aplicar esto a un águila a la que se le hace mirar a la izquierda por cortesía de la misma manera.

Armas de la comuna francesa de Bouxwiller - Bajo Rin.

Igualmente, era frecuente contornear el yelmo del marido para no volverle la espalda al de su esposa. Esta regla se aplica todavía en países donde a veces encontramos 2, 3, 5, 7 yelmos en el escudo. Los yelmos de la derecha son entonces contorneados por cortesía, tomando una posición cara a cara con los yelmos izquierdos.

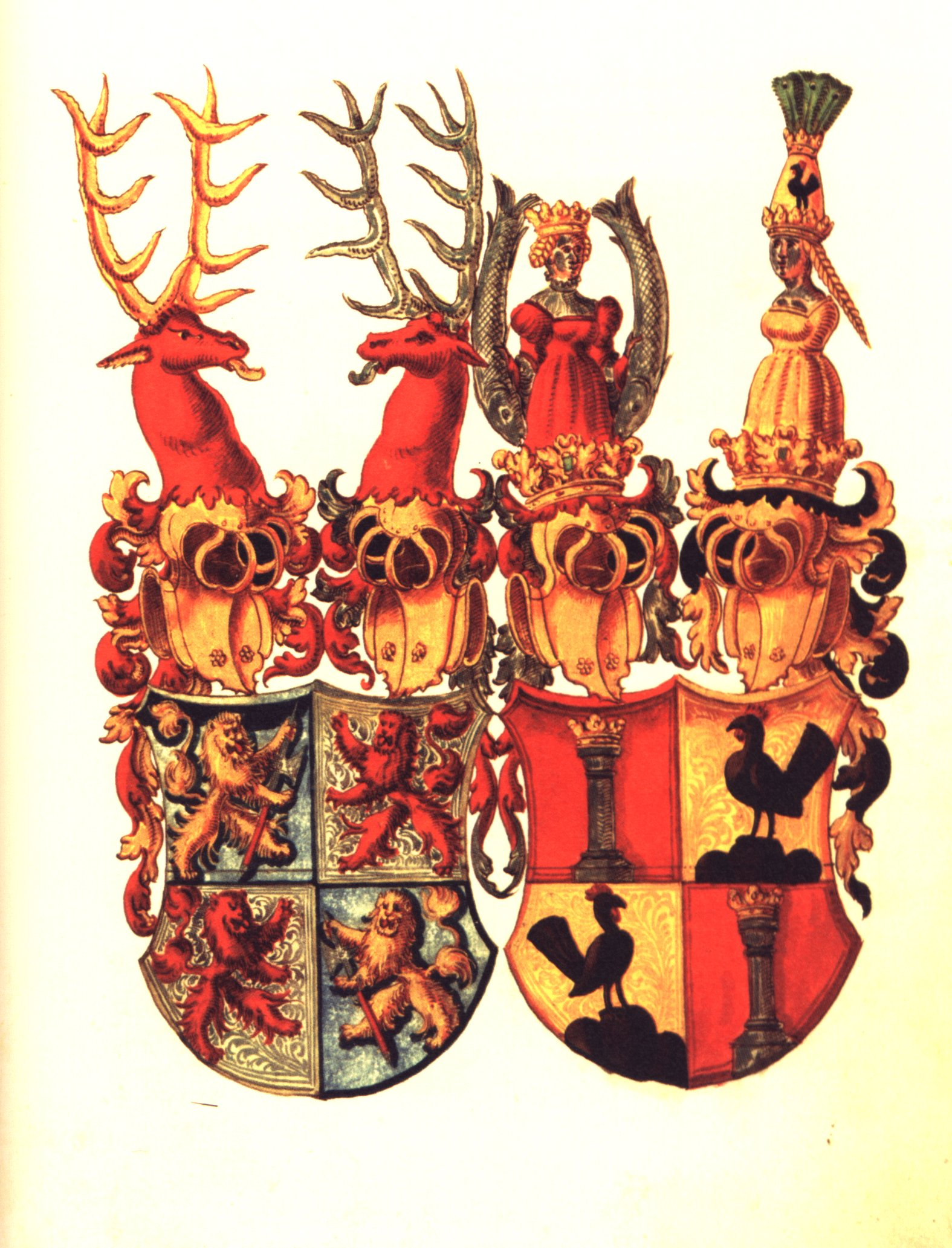
Armas del Pacto de la Familia Zimmern.

### Los escudos de armas de los duques de Gelderland y Juliers
Se puede encontrar este caso en las armas compuestas representando las provincias o reinos de un gran señor: si ocurre que dos leones están uno al costado del otro, sucede que el león diestro es contornado por cortesía hacia la provincia o el reino representado por el león izquierdo. Sin embargo, esto es menos común en un escudo cuartelado que en un escudo partido.

Ducado de Güeldres.
Escudos de armas de los duques de Gelderland y Jülich.
Ducado de Juliers.
Armas de Lorena en 1473 combinadas con Gelderland-Julies.
Las armas de Henao (acuarteladas de Flandes y Holanda) la posición de los leones demuestran que esta práctica «de cortesía» no constituía una regla.

### Los escudos de armas de Alsacia-Lorena y Alsacia.

#### Alsacia-Lorena

Escudo de armas del Reichsland Elsass-Lothringen (Tierra Imperial de Alsacia-Lorena) adoptadas oficialmente en 1891.

El escudo de armas, timbrado con una corona principesca, descansa sobre el águila imperial alemana surmontada por una corona imperial. Combinan las armerías de la Alta y la Baja Alsacia, contornadas por cortesía heráldica hacia las de Lorena. Estas armerías fueron derogados de facto tras la devolución de este territorio a Francia en 1919.

#### Alsacia
En el antiguo blasón de Alsacia, se necesitaban combinar otros dos blasones llevando cada uno una banda. Ponerlos adyacentes sin inversión habría sido antiestético. De ahí el giro de la Baja Alsacia. Además del problema estético que, casi con toda seguridad, se produjo a la vista de los escudos de la Baja y Alta Alsacia, posiblemente podamos considerar que, en un escudo partido, compuesto por una banda en cada uno de los semicampos, el diestro "gira la espalda" al siniestro y que, por cortesía, se contornea esta banda para hacer una barra para que así "mire" hacia la banda de izquierda.

La bandera de la Baja Alsacia.
Antiguo escudo de armas de la región de Alsacia.
La bandera de Alta Alsacia.
Escudo de armas actual de la región de Alsacia.

Ésta no es la única libertad que un artista puede tomarse en cuestiones de cortesía heráldica. De hecho, se le deja cierta libertad en cuanto a la modificación del tamaño de ciertos muebles o del escudo por motivos estéticos. Ejemplos:

### Los Montmorency y sus alteraciones
Los Montmorency y sus avaleriones que, a lo largo de los siglos, pasaron de cuatro a dieciséis. Hubo que acuartelarlos y disminuir la talla de las partes 3 y 4 para poder representarlos al completo.

Blasón de la Casa de Montmorency (antiguo).
Blasón de la Casa de Montmorency (después de 1214).[f]
Montmorency-Laval.

## Galería

Las armerías del gran duque Juan de Luxemburgo adoptadas durante su matrimonio con la princesa Joséphine-Charlotte de Bélgica en 1953: el león de Nassau es contornado como cortesía.
El escudo de María de Hungría rodeado por el cordonaje de cortesía de las arras de plata, y timbrado de una corona.
Armerías del municipio de Nonzeville en los Vosgos: Partido de plata a la barra de azur cargada de tres rosas de plata y de oro a la banda de gules cargada de tres avaleriones de plata, al N de gules brochando en punta. El cabildo de la catedral de Saint Dié llevaba una banda de azur cargada con tres rosas de plata. Aquí, por cortesía heráldica, la banda se transformó en un barra.[3]